# لوکاس لکاویچیوس
لوکاس لکاویچیوس (انگلیسی: Lukas Lekavičius؛ زادهٔ ۳۰ مارس ۱۹۹۴) بازیکن بسکتبال اهل لیتوانی است.

## حرفه
وی در مسابقات کشوری و بین‌المللی در مجموع برندهٔ ۳ مدال نقره، ۱ مدال برنز شده‌است.